# Stružnice
Stružnice (deutsch Straußnitz) ist eine Gemeinde des Okres Česká Lípa in der Region Liberec im Norden der Tschechischen Republik.
Die Gemeinde liegt am Fluss Ploučnice (Polzen) und an der Eisenbahnlinie von Benešov nad Ploučnicí nach Česká Lípa.

## Geschichte
Die erste schriftliche Erwähnung des Ortes stammt aus dem Jahr 1197. Der Ort ist seit mehr als 700 Jahren bewohnt und war stets ein Mittelpunkt der Region. Um 1386 ist er erstmals erwähnt worden. Im 15. Jahrhundert wurde er unter der Herrschaft der Wartenberger zur Stadt erhoben, und über Jahrhunderte hat sich der Charakter der Stadt erhalten. Ab Mitte des 19. Jahrhunderts gehörte die Gemeinde zum Gerichtsbezirk Böhmisch Leipa bzw. zum Bezirk Böhmisch Leipa.

## Gemeindegliederung

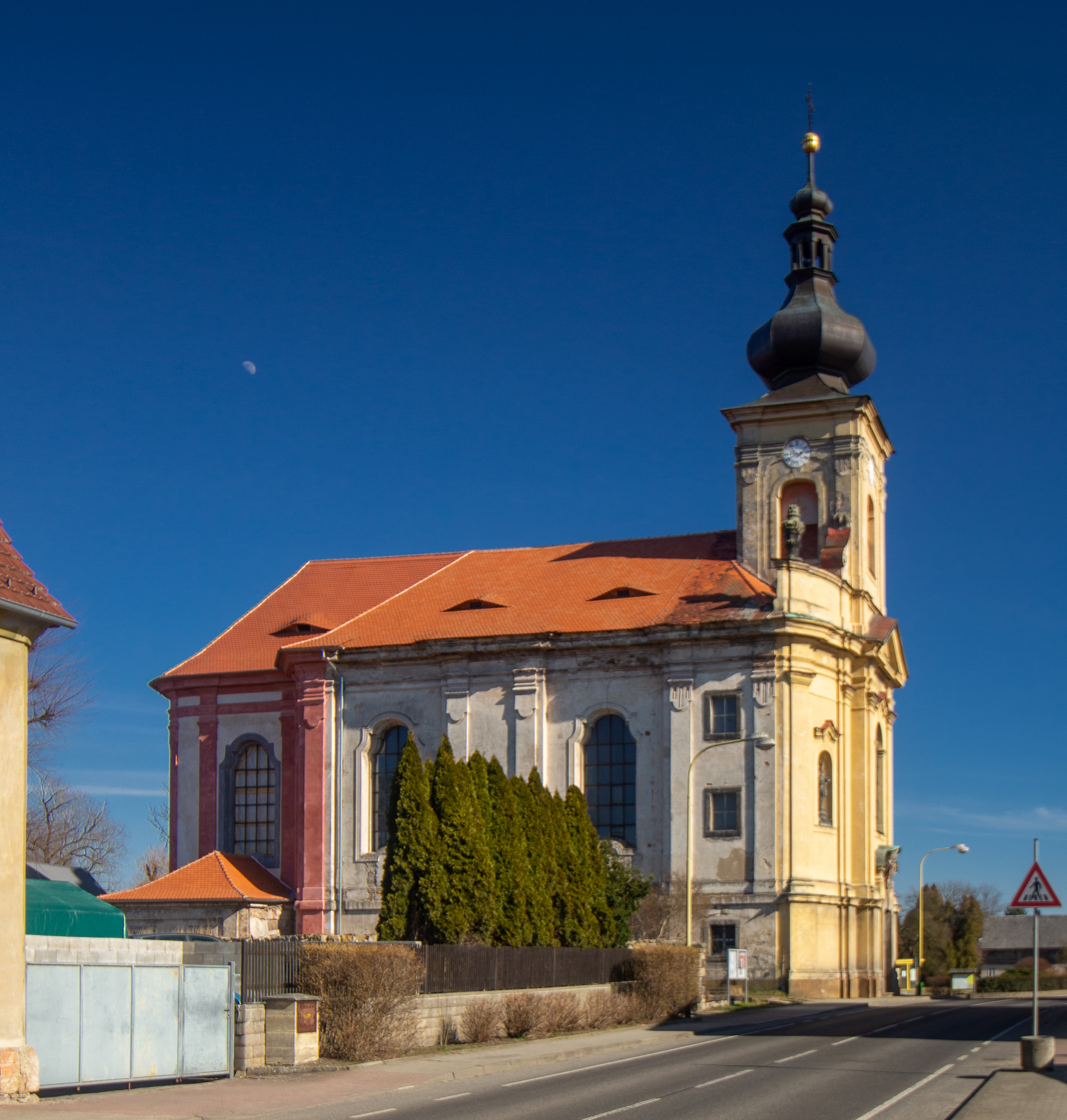
Jezvé, Kirche: kostel svatého Vavřince

Die Gemeinde Stružnice besteht aus den Ortsteilen Bořetín (Tiefendorf), Jezvé (Neustadtl), Stráž u České Lípy (Schönborn) und  Stružnice (Straußnitz).
Das Gemeindegebiet gliedert sich in die Katastralbezirke Jezvé, Stráž u České Lípy und Stružnice.

## Persönlichkeiten
Wenzel Hocke, genannt Hockewanzel, katholischer Priester und seit 1779 Erzdechant in Politz wurde am 8. Januar 1732 in Neustadtel (heute Jezvé) geboren. Er galt als Eulenspiegel im Priestergewand und war ein Original, das im deutschböhmischen Raum seinesgleichen sucht.